# Station Aytré-Plage
Station Aytré-Plage is een spoorweghalte in de gemeente Aytré in het Franse departement Charente-Maritime.
Het wordt bediend door de treinen van TER Nouvelle-Aquitaine, lijn Bordeaux - La Rochelle.